# Koniunkcja (astronomia)

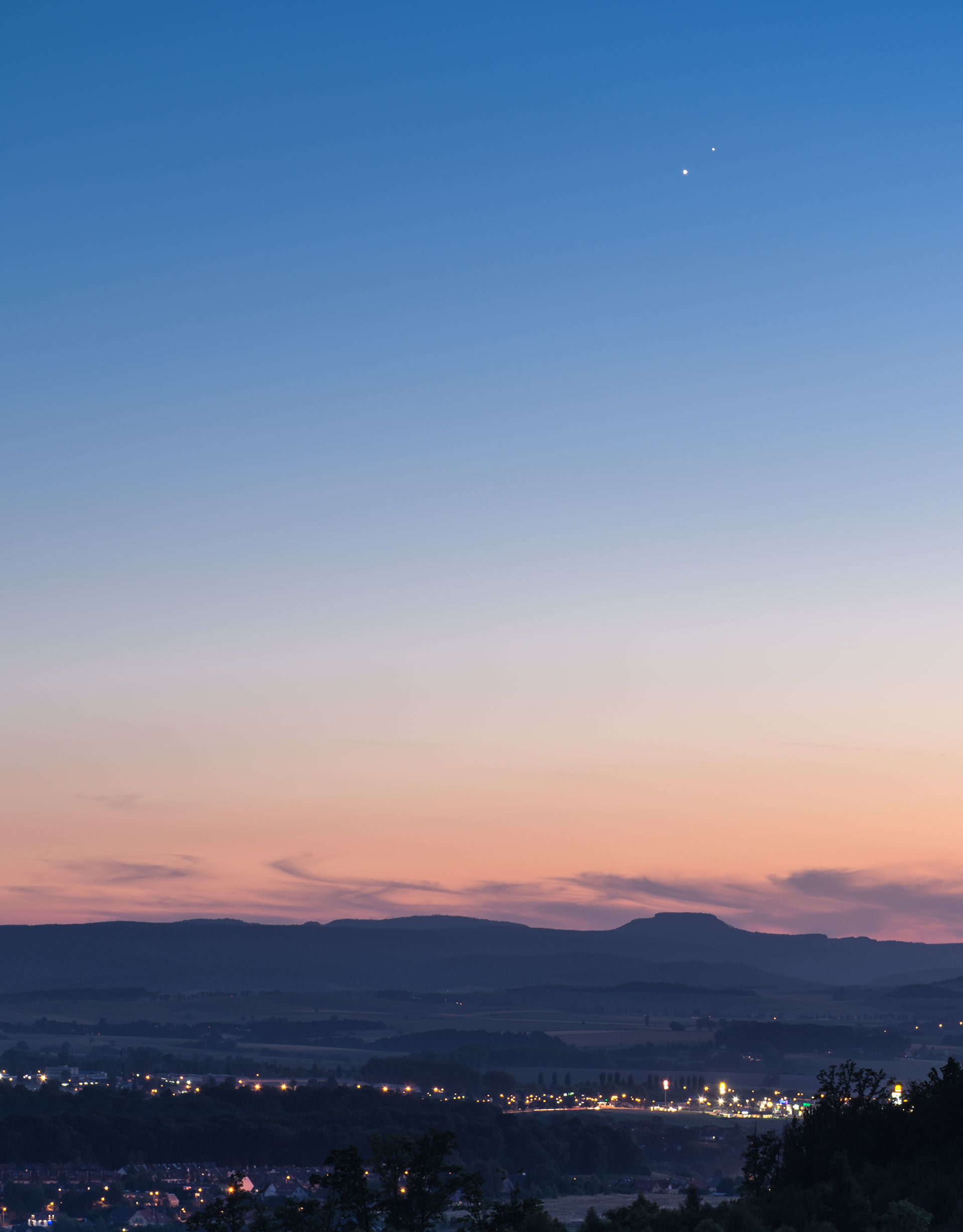
Koniunkcja Jowisza i Wenus 1 lipca 2015 r.

Schemat koniunkcji Księżyca i Marsa
- A – Ziemia wraz z obserwatorem
- B – Księżyc
- C – Mars
- strzałką zaznaczono kierunek obserwacji

Koniunkcja (z łac. coniunctio od con- „współ-” i iugare „łączyć”), złączenie – ustawienie ciał niebieskich i obserwatora w jednej linii.
Planety górne względem Ziemi mogą znajdować się w opozycji bądź koniunkcji. Samo określenie koniunkcji planety górnej oznacza, że znajduje się za Słońcem w jednej linii z Ziemią.
Natomiast koniunkcja planety dolnej dzieli się na dwa rodzaje:
- koniunkcja dolna (planeta znajduje się w jednej linii między Słońcem a Ziemią)
- koniunkcja górna (planeta znajduje się za Słońcem w jednej linii z Ziemią)

Podczas koniunkcji dolnej istnieje możliwość wystąpienia zjawiska tranzytu (przejścia) ciała niebieskiego na tle tarczy Słońca.
Średni czas między koniunkcjami planet Układu Słonecznego względem Ziemi (por. synodyczny okres obiegu)
| Nazwa   | Liczba dni  |
| ------- | ----------- |
| Merkury | 115,8770698 |
| Wenus   | 583,9236488 |
| Mars    | 779,9600308 |
| Jowisz  | 398,8776994 |
| Saturn  | 378,0952517 |
| Uran    | 369,6529058 |
| Neptun  | 367,4848037 |

## Wielkie koniunkcje
Wielką koniunkcją nazywa się zjawisko, gdy dwie bardzo jasne planety (np.: Jowisz i Saturn) znajdą się na niebie najbliżej siebie. 

### 7 p.n.e.
Johannes Kepler badając wielką koniunkcję w 1603 roku rozważał, że wielka koniunkcja z 7 r. p.n.e. może być tożsama z Gwiazdą Betlejemską.

### 1563
Wielka koniunkcja Jowisza i Saturna była obserwowana w dniu 25 sierpnia 1563 roku przez astronomów z Akademii Krakowskiej (Jan Muscenius z Kurzelowa, Stanisław Jakobejusz z Kurzelowa, Piotr z Proboszczowic, Mikołaj z Szadka). Obserwacja ta posłużyła do porównania tablic alfonsyńskich (bazujących na modelu geocentrycznym) oraz tablic pruskich (bazujących na modelu heliocentrycznym Kopernika). Tablice pruskie poprawnie wskazały czas wielkiej koniunkcji Jowisza i Saturna na 25 sierpnia 1563 roku. Separacja kątowa pomiędzy obserwowanymi planetami wynosiła 6,8 minut łuku. Tablice alfonsyńskie wskazywały inną datę koniunkcji, dla której to daty separacja kątowa wynosiła 2 stopnie i 21 minut łuku. Profesorzy z Akademii Krakowskiej zasugerowali używanie obliczeń bazujących na modelu Kopernika jako bardziej dokładnych oraz wykładanie modelu heliocentrycznego podczas wykładów z astronomii. W latach 1578–80 model heliocentryczny Kopernika był trzykrotnie przedmiotem wykładów z astronomii Walentego Fontanusa.

### 2020
Podczas koniunkcji 21 grudnia 2020 roku Jowisz i Saturn zbliżyły się na najmniejszą kątową odległość na niebie od 1623 roku. Separacja kątowa planet wyniosła maksymalnie 6,1 minut łuku i nastąpiła o godzinie 18:22 UTC. Jowisz i Saturn były widoczne na południowo-zachodnim horyzoncie tuż po zachodzie Słońca.